# Grewingk-Gletscher
Der Grewingk-Gletscher ist ein Gletscher im US-Bundesstaat Alaska im Südwesten der Kenai-Halbinsel.

## Geografie
Der 17 km lange Talgletscher hat sein Nährgebiet auf einer Höhe von 1150 m. Der 2,6 km breite Grewingk-Gletscher strömt anfangs in nordnordwestlicher, später in ostnordöstlicher Richtung und endet auf einer Höhe von 48 m. Unterhalb der Gletscherzunge befindet sich ein Gletscherrandsee, der vom Grewingk Creek zur nahe gelegenen Kachemak Bay entwässert wird. Der Gletscherrandsee und die Gletscherzunge liegen im Kachemak Bay State Park and State Wilderness Park. Mehrere Wanderwege führen zum Gletscherrandsee und zu Aussichtspunkten seitlich oberhalb der Gletscherzunge.
Der Gletscher wurde nach dem deutsch-baltischen Geologen Constantin von Grewingk benannt.